# Kaospilot
Kaospilot est une école de commerce alternative située à Aarhus, au Danemark, créée en 1991.
Les cours sont en anglais, et le programme accepte environ 35-37 étudiants internationaux âgés de 21 à 31 ans. Il est financé par l'Union européenne et les frais de scolarité. Jusqu'en août 2005[réf. souhaitée], la langue était le danois, les étudiants provenant alors de pays de langues scandinaves comme le Danemark, la Norvège, la Suède ou l'Islande.
D'autres écoles ont été ouvertes en Norvège (Oslo), en Suède (Malmö) et en Suisse, ainsi qu'une école aux Pays-Bas (à Rotterdam) de 2007 à 2009. Aux Pays-Bas, c'est créé dans la suite de l'aventure KPNL, la Business School KnowMads basée à Amsterdam. Son premier staff étant composé d'anciens professeurs et élèves de KaosPilots Netherlands.
En partenariat avec le Centre de formation de journalistes, l'École W, qui s'inspire du modèle Kaospilot, est créée le 12 janvier 2016 à Paris.

## Programme
Le programme d'études Kaospilot est approuvé par la Aarhus BSS, Aarhus BSS, accrédité par l'EQUIS, l'AACSB et l'AMBA, de l'Université d'Aarhus. Le programme dure 3 ans, divisés en phases à la place de classes ou de sujets. L'approche est basée sur des équipes avec des équipes qui commencent, étudient et obtiennent leur diplôme ensemble et chaque année, l'école accepte environ 37 étudiants qui constituent une équipe.
Le programme est divisé en quatre disciplines (chaque discipline étant divisée en sous-composantes.):  
- la création d’entreprise,
- la conception du leadership créatif,
- la conception de projets créatifs
- la conception de processus de création,

La plate-forme pédagogique repose sur une pédagogie basée sur les opportunités (voir, comprendre, créer et exploiter des opportunités) et est enracinée dans de nombreuses approches différentes telles que la réflexion sur l'action, la recherche appréciative, la réflexion systémique, l'apprentissage par l'action de la psychologie positive, le coaching et le mentorat.

## Anciens étudiants célèbres
- Ida Tin, entrepreneure[5]